# Vot de blam
Votul de blam reprezintă o sancțiune prin care o colectivitate organizată își arată dezaprobarea față de o faptă nedemnă a unui membru al ei.